# Camphin-en-Pévèle
Camphin-en-Pévèle – miejscowość i gmina we Francji, w regionie Hauts-de-France, w departamencie Nord.
Według danych na rok 1990 gminę zamieszkiwało 1341 osób, a gęstość zaludnienia wynosiła 208 osób/km² (wśród 1549 gmin regionu Nord-Pas-de-Calais Camphin-en-Pévèle plasuje się na 470. miejscu pod względem liczby ludności, natomiast pod względem powierzchni na miejscu 555.).